# Trachypollia
Trachypollia is een geslacht van weekdieren uit de klasse van de Gastropoda (slakken).

## Soorten
- Trachypollia didyma (Schwengel, 1943)
- Trachypollia lugubris (C. B. Adams, 1852)
- Trachypollia sclera Woodring, 1928
- Trachypollia turricula (Maltzan, 1884)